# Flabellina ilidioi
Flabellina ilidioi is een slakkensoort uit de familie van de Flabellinidae. De wetenschappelijke naam van de soort is voor het eerst geldig gepubliceerd in 2005 door Calado, Ortea & Caballer.